# تزکند، آقج‌آبادی
تازه‌کند (به لاتین: Təzəkənd) یک منطقهٔ مسکونی در جمهوری آذربایجان است که در شهرستان آغجه‌بدی واقع شده‌است.

## خصوصیات
تازه‌کند ۲٬۱۰۰ نفر جمعیت دارد.